# The Red Maple Leaf
The Red Maple Leaf è un film del 2016, scritto, diretto, prodotto ed interpretato da Frank D'Angelo. Gli altri protagonisti della pellicola sono James Caan, Robert Loggia, Martin Landau e Paul Sorvino.

## Trama
Il detective Alfonso Palermo, addolorato per la tragica morte della moglie e della figlia, è determinato a trovare la figlia rapita di un ambasciatore degli Stati Uniti.